# 크로스헌터
크로스헌터(Cross Hunter)는 WEPLAYS가 만든 모바일 게임이다. 크로스헌터는 슈팅에 RPG가 합쳐진 새로운 게임방식으로 모바일에 최적화된 게임이다. 현재는 아이폰용으로만 제작되었으며, 안드로이드용은 아직 출시전이다.

## 시놉시스
이 이야기는 최후의 전쟁인 “Ragnarok” 이후 1000년 뒤의 이야기다. 북유럽신화의 9개의 공간인 신들의 세계인 “Asgard”와 중간계를 이어주는 다리인 “Bifrost”를 배경으로 한 순겨진 전설이다.
“라그나로크”가 일어나 세상은 파괴되고 일부신들을 제외한 모든 신들은 죽음을 맞이한다. 1000년후 평화롭던 시대가 끝나고, 악마가 부활하고 썩어버린 세계수 “위드그라실” 에서 “헬”의 문이 움직인다.
운명의 시간을 앞두고 신의 힘을 가진 자들이 나타나 “비프로스트”로 향한다. 우리는 그들을 크로스헌터라 부른다.

## 게임방법
게임 방법은 다음과 같다.
- 다리 위를 달리면서 무기로 공격하는 캐릭터를 상하좌우로 조종하여 적들을 물리치며 앞으로 나아간다.
- 기본 런 게임 방식으로 앞으로 달리면서 금화 혹은 경험치를 획득할 수 있다.
- 슈팅게임처럼 적들을 물리치면서 무기를 획득하면, 더 강력한 공격패턴으로 변화한다. (1.1.1 버전에서 추가됨)
- 스테이지마다 보스가 등장하는데, 공격포인트를 맞히면 2배의 데미지를 줄 수 있다.
- 일정한 경험치를 획득하면 레벨업을 하게 되는데, 스킬을 찍어 영웅을 성장시킨다.

## 게임특징
게임 특징은 다음과 같다.
- 슈팅과 RPG 요소가 가미된 환상적인 게임
- 갬블, 카드, 룬, 스킬 등 다양한 컨텐츠
- 북유럽 신화의 영웅 및 배경
- 영웅의 스킬성장 시스템
- 다양한 패턴을 가진 40 여종의 적군 유닛과 보스
- 전투를 통해 유료아이템 획득가능